# Rassemblement congolais pour la démocratie
 (juillet 2019).
Si vous disposez d'ouvrages ou d'articles de référence ou si vous connaissez des sites web de qualité traitant du thème abordé ici, merci de compléter l'article en donnant les références utiles à sa vérifiabilité et en les liant à la section « Notes et références ».
 (juillet 2015).
Le Rassemblement congolais pour la démocratie (RCD) est un groupe rebelle congolais actif de 1998 à 2006 dans l'est de la république démocratique du Congo (RDC). Soutenu par le Rwanda et l'Ouganda, le RCD a joué un rôle central dans la deuxième guerre du Congo. En 1999, des dissensions internes et des tensions entre l'Ouganda et le Rwanda conduisent à une scission au sein du RCD, donnant naissance à une nouvelle faction, le Rassemblement congolais pour la démocratie/Kisangani-Mouvement de Libération (RCD/K-ML). À la suite de cette scission, la faction originelle est principalement désignée sous le nom de RCD-Goma.
Du 30 juin 2003 au 18 février 2006, le RCD participe au gouvernement de transition, également connu sous le nom de gouvernement « 1+4 », aux côtés du le Parti du peuple pour la reconstruction et la démocratie (PPRD) de Joseph Kabila et du Mouvement de libération du Congo (MLC) de Jean-Pierre Bemba. Ce gouvernement avait pour mission de pacifier le pays en intégrant les milices dans une armée unifiée et de préparer des élections libres dans un délai de deux ans, avec une prolongation maximale d'un an.
Lors de l'élection présidentielle de 2006, le RCD, représenté par Azarias Ruberwa, voit sa représentation populaire diminuer considérablement, passant du contrôle de près d'un tiers du pays à quelques points de pourcentage seulement. Le parti obtient 15 des 500 sièges sièges à l'Assemblée nationale.

## Origine
En 1997, Laurent-Désiré Kabila s'installa comme Président de la RDC, à la suite de l'Alliance des forces démocratiques pour la libération du Congo-Zaïre (AFDL) au cours de la première guerre du Congo, avec l'aide des gouvernements de l'Ouganda et du Rwanda. Cependant, les tensions ethniques et politiques ne disparurent pas à l'Est du pays. Des milliers de militants Hutus ayant pris part au génocide des Tutsis au Rwanda et qui avaient dû s'enfuir en RDC entretenaient une guerre de faible intensité avec l'armée rwandaise, les Banyamulenge, congolais tutsis vivant au Sud-Kivu et les Tutsis vivant dans la province du Nord-Kivu, autochtones (Rutshuru, Nyiragongo) ou d'origine rwandaise (Masisi). En février 1998, ces deux provinces furent entraînées dans des troubles ethniques. Le climat se détériora entre Laurent-Désiré Kabila et ses alliés rwandais et ougandais.

## Création du Rassemblement congolais pour la démocratie
Le 2 août 1998, des soldats tutsis déclenchent une rébellion dans les villes de Goma dans le Nord-Kivu, et Bukavu dans le Sud-Kivu,, dans le but de renverser le Président Laurent Désiré Kabila, l'accusant de corruption, népotisme et mauvaise gestion. Cette attaque marque le début de la deuxième guerre du Congo, qui causera la mort de millions de Congolais, notamment en Ituri et dans les provinces du Kivu. La rébellion, composé principalement de Banyamulenge, est soutenue par le Rwanda,, et l'Ouganda,, dont les troupes militaires ont été congédiés du pays par Laurent Kabila le 27 juillet 1998,. A partir du 5 août 1998, la rébellion est coordonnée par Arthur Z'ahidi Ngoma, président du parti d'opposition Forces du Futur.    
Le 16 août 1998, les leaders de la rébellion annoncent la création du Rassemblement congolais pour la démocratie, et détaillent la composition du nouveau mouvement. Ernest Wamba dia Wamba est nommé président du RCD,, assisté de deux vice-président, Arthur Z'ahidi Ngoma et Moise Nyarugabo,.Le mouvement est aussi doté d'un conseil exécutif, composé de quatre civils et quatre commandants militaires, avec Paul Lunda Bululu dans le rôle de coordinateur du conseil,. Le noyau du RCD est composé d'anciens membres de l'AFDL, dont de nombreux Banyamulenge, qui avaient déjà collaboré avec le Rwanda contre les forces anti-Tutsi de la région.

## Deuxième guerre du Congo
Dans les semaines qui suivirent la prise de Goma et Bukavu, le RCD occupa rapidement de grandes parties de l’Est du pays.  Les forces pro-gouvernementales de Kabila tentèrent d'arrêter l'avancée du RCD avec l'aide des armées d'autres états dont l'Angola et le Zimbabwe, ce qui marqua un pic dans la tension entre les différents pays de l'Afrique centrale.  
Au cours de cette période, les congolais vivant dans le Nord et le Sud-Kivu en vinrent à considérer le RCD comme un brutal oppresseur. Le Rwanda avait pratiquement pris le contrôle de l'organisation[réf. souhaitée], qui avait accru sensiblement la taxation sans qu'il ne soit noté d'amélioration dans les conditions de vie de la population ou dans les infrastructures. Les troupes indisciplinées du RCD et celles des autres groupes armés étaient régulièrement à l'origine d'actes de brutalité contre la population. La domination des banyamulenge était également très mal perçue. En janvier 2003, le RCD est accusé de crimes de guerre, et notamment d'actes de cannibalisme.

### L'impasse conduit au morcellement du RCD
En 1999, le front avec les forces gouvernementales se stabilisa. Le RCD avait par ailleurs gagné de nouveaux adhérents sous la forme d'anciens partisans de Mobutu Sese Seko et d'autres dissidents de longue date. Une fois qu'il fut clair que Kabila ne pourrait pas être renversé, des dissensions se firent jour dans l'organisation, et le Rwanda et l'Ouganda commencèrent à se disputer le contrôle du RCD et des ressources qu'il exploitait, telles les diamants, l'or, le coltan, la cassitérite et différents autres minerais ainsi que les ressources forestières et plus particulièrement l'exploitation du bois.
Les tensions apparurent au grand jour en mai 1999 quand Wamba dia Wamba et Antipas Mbusa Nyamwisi quittèrent la ville de Goma à l'est du pays pour s'établir à Kisangani avec l'aide de l'Ouganda, et cela à la suite d'une altercation avec les anciens mobutistes Lunda Bululu, Alexis Tambwe Mwamba, Emile Ilunga (en), etc. qui en voulaient aux autres pour trahison à l'objectif de faire tomber le régime de Kinshasa et qui voulaient les destituer[pas clair]. Cette nouvelle faction fut dès lors connue sous le nom de RCD-Kisangani (RCD-K), péjorativement aussi appelé RCD Wamba Dia Wamba, poursuivant pour objectif la réunification du pays et bloquer l'avancement des troupes rwandaises vers les autres provinces, l'autre faction sera connu sous le nom de RCD-Goma.

#### RCD/K-ML
La scission de la rébellion conduit à la création en septembre 1999 du RCD/K-ML, La faction est également connu sous le nom de RCD-Kisangani (RCD-K) et RCD-ML. L'aile militaire du RCD/K-ML est l'Armée populaire congolaise (APC).
La faction contrôle le territoire de Beni entre 1999 et 2003. Elle tisse des liens forts avec l’élite économique locale, notamment en accordant des exonérations fiscales et douanières qui permettent le développement d’un commerce transfrontalier. Antipas Mbusa Nyamwisi, un des leaders du RCD/K-ML, fait partie du gouvernement de transition lors des accords de paix de Sun City en 2002, et s’allie un temps avec le président Joseph Kabila, avant de devenir une importante figure de l’opposition.

#### RCD-Goma
Le Docteur Emile Ilunga (en) prit le commandement de la faction orientale, généralement connue sous le nom de RCD-Goma pour la distinguer du groupe RCD-K/ML. Le commandant militaire Jean-Pierre Ondekane  conservant le poste de premier vice-président et Moise Nyarugabo celui de deuxième vice-président. 
Le RCD-Goma, en tant que plus ancien et l'un des plus puissants groupes, représente le RCD face aux différents autres groupes séparatistes qui en sont issus.[réf. nécessaire]
Le Rwanda devint le premier support du RCD-Goma, transférant ainsi les tensions entre le Rwanda et l'Ouganda dans leurs groupes rebelles respectifs actifs au Congo. 

### Rupture entre les deux entités du RCD
La rupture définitive intervint lorsque les deux RCD s'affrontèrent à Kisangani, et où l'armée ougandaise fut défaite. Ernest Wamba Dia Wamba et Antipas Mbusa Nyamwisi se retirent encore ensemble sur Bunia, où il dut faire face à des mécontentements et des révoltes dans son organisation. Antipas Mbusa Nyamwisi rejeta le commandement du Professeur Ernest Wamba Dia Wamba pour inadaptation et passivité et prit le contrôle du Nord-Kivu septentrional et l'Ituri avec l'aide de certains militaires ougandais. 
Antipas Mbusa Nyamwisi renomma le RCD/K-ML en RCD/Kisangani-Mouvement de Libération et s'entoura des grands leaders communautaires : Uringi Padolo qui sera son premier Vice-président,  John Tibasima son deuxième Vice-président, Thomas Lubanga Dilo son Ministre de défense et plusieurs autres personnalités : le Professeur Walle Sombo,  Jean-Louis Ernest Kyaviro, Joseph Bangakya, etc. 
Le RCD-Goma garda le contrôle sur le sud du Nord-Kivu, le Sud-Kivu, le Maniema, le nord Katanga, le Kasaï-Occidental et Kisangani.
En 2000, Adolphe Onusumba remplaça Ilunga à la tête du RCD-Goma. Cette nouvelle orientation apparut après l'échec de l'offensive gouvernementale en novembre 2000 à Pweto. Ce fut aussi à cette occasion qu'il devient clair que le gouvernement ne pourrait pas reprendre l'est du pays par les armes. Malgré les tentatives pour gagner le soutien des habitants du Kivu, les atteintes continuelles aux droits de l'homme et les abus de l'administration ruinant ces efforts.

## La «fin» des combats et le gouvernement de transition
Le 30 juin 2003, un gouvernement de transition ou gouvernement « 1+4 » est nommé selon l'« accord global et inclusif de Pretoria » du 17 décembre 2002 qui fut ratifié le 2 avril 2003 lors du dialogue intercongolais à Sun City (Afrique du Sud). Azarias Ruberwa, leader du RCD-Goma devient un des quatre vice-présidents. Ce gouvernement d'union nationale était chargé de pacifier le pays en intégrant les milices dans une armée unifiée et de préparer des élections libres dans un délai de deux ans avec une année de prolongation maximum : les élections devaient avoir lieu au plus tard le 30 juin 2006. Cette date sera reportée au 30 juillet 2006, à la suite de l’accumulation des retards pris pour l'élaboration du cadre juridique de la nouvelle Constitution.
Le support rwandais au RCD-Goma continua après la deuxième guerre du Congo via les forces tutsis alignées sur le Rwanda et le Burundi dont les officiers les plus en vue étaient le général Nkundabatare et le colonel Mutebesi. Le Rwanda ayant décidé que maintenir sa sphère d'influence dans les Kivus à travers des groupes militaires proches était de son meilleur intérêt[réf. nécessaire]. L'Ouganda procède également ainsi depuis plusieurs années[réf. nécessaire].

## Autres factions du RCD
- RCD-Authentique (RCD-A)
- RCD-Congo: faction du RCD-Goma dirigée par Tryphon Kin-Kiey Mulumba, qui fit sécession en juin 2002
- RCD-National (RCD-N): groupe rebelle supporté par l'Ouganda, dirigé par Roger Lumbala, secondé par Sisakio qui se sépara du RCD-K/ML et s'est allié au Mouvement de libération du Congo (MLC)
- RCD-Originel (RCD-O)